# 小田原市立早川小学校
小田原市立早川小学校（おだわらしりつ はやかわしょうがっこう）は、神奈川県小田原市早川二丁目に所在する公立小学校。

## 概要
東に相模湾、西に箱根ターンパイク、北に早川の清流、南にみかん山と風光明媚な立地にある。
近くには、神社や寺院（早川観音瑠璃山真福寺や魚籃観音など）がある。
早川小学校は、小田原市内で唯一、学校林を所有している学校である。

## 学校教育目標
出典
〜聡明で、一隅を照らす存在として貢献できる人へ〜
夢を持って共に学び、光が輝く児童の育成

## 沿革
出典
- 1873年（明治6年） - 村立学校として発足。
- 1940年（昭和15年） - 小田原市に編入され、早川尋常小学校と改称。
- 1947年（昭和22年） - 小田原市立早川小学校と改称。
- 1964年（昭和39年） - TVドラマ『サンキュー先生』の舞台となった現行校舎完成。
- 1980年（昭和55年） - TVドラマ『サンキュー先生』のロケ地となる。
- 1992年（平成4年） - 早川漁港に児童によるレリーフ完成。
- 2006年（平成18年）- 交通安全呼びかけのためにエコバルーンと言う風船を飛ばした。
- 2008年（平成20年）- 校舎老朽化につき教室などの改修工事をした。

## 交通
出典
- 早川駅から徒歩8分
- 箱根板橋駅から徒歩6分

## 通学区域
出典
- 板橋210〜326
- 早川
- 早川一丁目〜三丁目

## 主な進学先
出典
- 小田原市立城南中学校